# Začetek fašizma v Italiji
Doba fašizma je v Italiji trajala od leta 1921, ko je fašistična stranka pod vodstvom Benita Mussolinija prišla v parlament, do leta 1943, ko je deklaracija Komiteja za narodno osvoboditev  (Comitato di Liberazione Nazionale bolje poznan pod kratico CLN, ki je vodil italijansko odporniško gibanje) zahtevala socialno in politično obnovo Italije, ki naj nastopi z uničenjem fašizma in vseh njegovih simbolov ter z Mussolinijevo usmrtitvijo.

## Italijanska socialistična stranka
Italijansko socialistično stranko (Partito Socialista Italiano) je ustanovil leta 1892 Filippo Turati, bivši sodelavec Ane Kulišove in njen poznejši življenjski drug. Turati se je zavzemal za ruski anarhični socializem, vendar je bil mnenja, da se mora gibanje prilagajati lokalnim zahtevam. Po njegovem, v tedanji Italiji ni bila potrebna anarhija, temveč solidna socialna reforma. To stališče je povzročilo razna trenja v političnih krogih in istočasno množične pristope delavcev v stranko. Stranka sama je bila ideološko močno razvejana, nastajale so skrajne teoretične skupine. Leta 1910 se je prvič pojavil na strankinem kongresu Benito Mussolini kot predstavnik volivcev iz mesta Forlì.
Razdori v strankinem vodstvu so postajali vse globlji, dokler niso bili izločeni iz stranke nekateri visoki predstavniki, Leonida Bissolati, Gino Piva, Ivanoe Bonomi in drugi, ki so ustanovili Italijansko socialistično reformistično stranko (PSRI). Najbolj zagrizen zagovornik njihove izključitve je bil Mussolini, ki si je s tem pridobil odobravanje vodstva. Kmalu mu je bilo poverjeno predsedstvo uradnega glasila Avanti!.
Ob izbruhu prve svetovne vojne se je vlada opredelila za nevtralnost Italije, medtem ko je bil Mussolini prepričan intervencionist. Zaradi tega je bil odstranjen iz stranke in je ustanovil lastno glasilo Il Popolo d'Italia. 
Na 17. kongresu Socialistične stranke (1921) je prišlo do popolnega razkola. Stranka je razpadla na tri skupine. Ena od teh so bili komunisti, ki so izstopili in ustvarili novo stranko, Italijansko komunistično stranko (Partito Comunista Italiano). Druga skupina s Turatijem na čelu se ni odcepila, vendar je Turati brez posvetovanja z ostalimi stopil v stik s kraljem in Giolittijem za rešitev vladne krize. Zaradi tega je bila njegova skupina izločena iz Socialistične stranke in je ustvarila Partito Socialista Unitario. Preostanek Socialistične stranke je bil sestavljen iz pripadnikov originalnega gibanja.

## Prvi koraki fašizma
Po prvi svetovni vojni je vladalo v Italiji hudo nezadovoljstvo med ljudstvom, kar je treba pripisati predvsem ekonomski krizi, brezposelnosti in ugotovitvi, da država ni izpolnila nobene od obljub, na primer razlastitve veleposestev v korist veteranov. 
Mussolini je po povratku iz vojske spet zasedel mesto direktorja časopisa Il Popolo d'Italia, kateremu je najprej popravil podnaslov iz socialistični dnevnik v dnevnik borcev in proizvajalcev, s čimer je že nakazal novo usmeritev. Na njegovi socialistični ideologiji je vojna zapustila težke pečate militarizma in nezadovoljstva. Objavil je svoje prepričanje, da so veterani Velike vojne (kot Italijani še danes imenujejo prvo svetovno vojno) zaslužna aristokracija, ki bi morala vladati povojni Italiji. Nemški Freikorps, vojaške  čete prostovoljcev, so ga prepričali, da se mora politika posluževati organiziranih oboroženih skupin, zato je leta 1919 s skupino somišljenikov ustanovil gibanje Fasci italiani di combattimento, ki se je predstavilo kot "social-revolucionarna in nacionalistična" stranka. Skromno število začetnih udeležencev je hitro raslo in kljub Mussolinijevim zagotovitvam, da gre samo za liberalno zaščito svobode izražanja, je gibanje v kratkem zadobilo močno bojevit značaj, predvsem s pristopom Marinettijevih futuristov. Pod vodstvom samega Marinettija so fašisti in futuristi napadli Socialistično stranko z oboroženim vdorom na sedež lista Avanti!. 
To je bila prva nasilna akcija fašizma, ki je Mussolini ni odobraval, a jo je vsekakor zagovarjal kot izraz fašističnega gibanja. 
Po tem dogodku je Mussolini začel z rekrutiranjem velikega števila arditov (vojaško organiziranih čet) in s preskrbo orožja, ker si je pričakoval "rdeči protinapad". 

## Nasprotovanje vladi in ideološki preobrat
Prvič je Mussolini odkrito nastopil proti oblastem, ko se je postavil proti vladi Nitti (1919-1920), ki jo je smatral za nesposobno, in revolucionarni krogi so od njega pričakovali državni udar. Vendar Mussolini ni mislil po tej poti priti na oblast. Tudi D'Annunziev podvig na Reki ni bil v njegovih načrtih. Vendar je bil Mussolini po padcu vlade Nitti soglasen z novim predsednikom Gramscijem, da je Reška avantura zgovoren dokaz o postopnem razpadu buržoazne države, ki ga Socialistična stranka ni znala izkoristiti. 
Še istega leta 1919 so se fasci predstavili na političnih volitvah, a izidi so bili porazni. To je Mussolinija prepričalo, da je fašizem neželena novost za konzervativce in preveč poljuden za progresiste. Če torej nima svojega mesta med levičarji, je treba poskusiti zvezo z desnico. 
Postopno prehajanje na desnico se je najprej pokazalo kot zbližanje industrijalcem, katerim je bila obljubljena oborožena zaščita arditov v primeru grozeče ljudske vstaje po ruskem zgledu. Da je bilo za to zaščito treba finansirati stranko, je bilo splošno razumljivo. 
Ko je Giolitti povabil Mussolinija, naj vstopi v "koalicijo narodnih strank"  je slednji povabilo sprejel tudi v prepričanju, da bo s tem vplival na stališča ostalih strank. Dejansko je to bila vključitev fašistične organizacije v politično desnico. Na naslednjih volitvah (1921) je "koalicija narodnih strank" zmagala in fašisti so dobili 35 sedežev v poslanski zbornici. 
Od tega trenutka dalje se je začela razvijati najbolj nasilna doba fašizma in skvadrizma, specifično proti socialistom in komunistom.